# Литовсько-радянський мирний договір

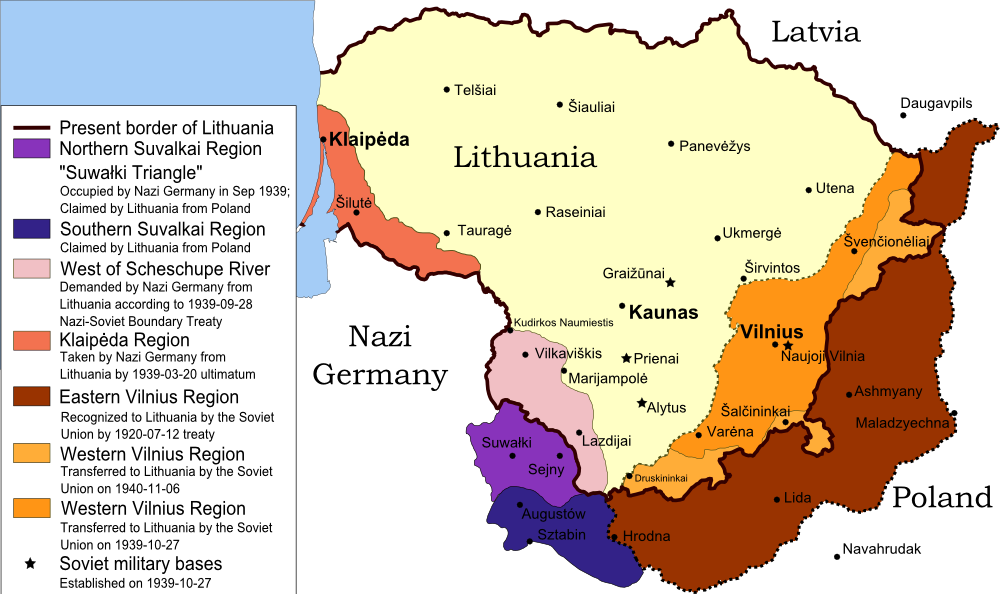
На карті пунктиром позначено східний кордон Литви, визнаний договором. Вона була майже ідентичною історичним етнічним литовським землям 13-16 століть, але заперечувалася білорусами.

Радянсько-литовський мирний договір, також відомий як Московський мирний договір, був підписаний між Литвою та радянською Росією 12 липня 1920 року. В обмін на нейтралітет Литви та дозвіл переміщати свої війська на територію, визнану під час війни проти Польщі, Радянська Росія визнала суверенітет Литви. Договір став важливою віхою в боротьбі Литви за міжнародне визнання та визнавав східні кордони Литви. Міжвоєнна Литва офіційно стверджувала, що де-юре її кордони були визначені договором, хоча значна територія, Вільнюська область, фактично контролювалася Польщею.
Обмін ратифікаційними грамотами відбувся в Москві 14 жовтня 1920 року. Договір було зареєстровано в Серії договорів Ліги Націй 8 березня 1921 року.

## Тло
16 лютого 1918 року Литва проголосила незалежність від колишньої Російської імперії . У березні більшовики підписали Брест-Литовський договір і відмовилися від будь-яких претензій на країни Балтії, включаючи Литву. Обер Ост, німецька окупаційна влада, не дозволяла Литві створювати державні установи, організовувати військові чи поліцейські сили чи намагатися визначити свої кордони. Незалежність Литви залишалася здебільшого нереалізованою політичною декларацією. 
Ситуація змінилася, коли Німеччина капітулювала в листопаді 1918 року. Литовці поспішно прийняли тимчасову конституцію, сформували уряд і почали організовувати військо.
Радянська Росія денонсувала Брест-Литовський договір і відновила інтерес до Балтійського регіону. Наприкінці грудня 1918 року на територію Литви вторглися більшовицькі війська, які переслідували відступаючих німців. Це стало початком війни за незалежність Литви та польсько-радянської війни . Протягом місяця радянські війська контролювали значні частини північної та східної Литви. Наступ вдалося зупинити лише завдяки допомозі німецьких добровольців . У Вільнюсі більшовики проголосили маріонетковий радянський уряд на чолі з Вінцасом Міцкявічюсом-Капсукасом . У лютому 1919 року Литовська Радянська Соціалістична Республіка була об'єднана з Соціалістичною Радянською Республікою Білорусь, утворивши Літбел. Утворення було недовгим, оскільки Польща та Литва успішно контратакували. Вільнюс, історична столиця Литви, була захоплена поляками в квітні. Останні більшовики були витіснені з території Литви наприкінці серпня.  Літбел до вересня 1919 р. захопила всю територію і припинила своє існування.

## Переговори

### Зрив дипломатичних переговорів
Коли більшовиків було витіснено з Балтійського регіону, Ленін намагався укласти мирні договори, щоб послабити антибільшовицьку напругу в Європі.  Перша литовсько-російська спроба переговорів відбулася 11 вересня 1919 року, коли народний комісар закордонних справ радянської Росії Георгій Чичерін надіслав ноту з пропозицією мирного договору . Це було фактичне визнання Литовської держави. Подібні пропозиції надійшли до Латвії та Естонії. 14 і 15 вересня країни Балтії провели тристоронню зустріч у Таллінні і погодилися розпочати одночасні мирні переговори з Радянським Союзом. 
Проте Литва зволікала з контактом з Москвою, і колективні переговори не відбулися.  Литва боялася, що переговори з комуністичною Росією, яка була ізольована від європейської політики, зашкодять її відносинам із західними державами, які ще не визнали Литву.  Поки Литва готувалася до перших демократичних виборів до Установчих зборів Литви, виборчі кампанії спонукали уряд розпочати переговори.  31 березня 1920 року міністр закордонних справ Литви Августінас Вольдемарас повідомив радянських дипломатів, що Литва готова почати переговори, якщо Москва визнає Литву в межах її етнічних земель і визнає Вільнюс своєю столицею. Ради погодилися обговорити ситуацію і запропонували розпочати попередні переговори 15 квітня. Переговори в Москві почалися лише 7 травня[джерело?].

### Посади
Литовська делегація на чолі з Томасом Нарушевичюсом вимагала від Росії визнати незалежну Литву як правонаступницю Великого князівства Литовського, але радянська делегація на чолі з Адольфом Йоффе була готова визнати Литву лише на основі принципу самовизначення. Найбільш дискусійним питанням були територіальні суперечки. Литва вимагала території колишніх Ковненської, Віленської, Гродненської та Сувальської губерній .  Ті території, на думку литовців, були етнічно литовськими. Як доказ того, що територія заселена переважно литовцями, наведено перепис 1857 р. М. Балінського. Литовці стверджували, що велике єврейське та білоруське населення регіону хоче бути частиною Литви. Вони привели представника кожної групи, Саймона Розенбаума та Доміника Семашка, щоб підтримати цю справу. Було погоджено, що територію Литви легко ідентифікувати, оскільки її заселяли литваки. Друга Польська Республіка також висунула претензії на територію та фактично контролювала її на той час, особливо Вільнюський край, а через кілька років була створена Республіка Середня Литва[джерело?].
Радянський Союз погодився визнати цю територію Литві, якщо вона погодиться сформувати військовий союз проти Польщі, яка брала участь у наступі на Київ проти радянської Росії. Литовці спокушалися можливістю повернути Вільнюс, але відмовилися. Незважаючи на те, що Радянський Союз здавався природним союзником проти Польщі, литовці вважали, що залишатися в добрих відносинах з Польщею та її союзниками, Францією та Великобританією, було кращою довгостроковою стратегією. Литва повідомила Британію про плани Радянського Союзу, сподіваючись, що такий крок підтвердить надійність Литви та чинитиме непрямий тиск на Польщу, щоб вона досягла прийнятної угоди щодо Вільнюса. Ця тактика не виявилася успішною, оскільки Польщу незмінно підтримувала Франція, а непрямий британський тиск був недостатньо сильним, щоб змінити зовнішню політику Польщі. 
Переговори були тривалими і важкими. У той час як росіяни втрачали позиції перед поляками, які зайняли Київ у травні 1920 року, литовці намагалися затягнути переговори. 22 травня 1920 р. литовська делегація навіть погрожувала вийти з мирних переговорів. Однак, коли ситуація змінилася, і Росія успішно контратакувала, литовці були змушені підписати договір 12 липня. Після деяких дебатів щодо того, чи був договір щирим і чи взяла на себе радянська влада будь-яку реальну відповідальність, Установчі збори Литви ратифікували його 8 серпня 1920 року[джерело?].

## Умови

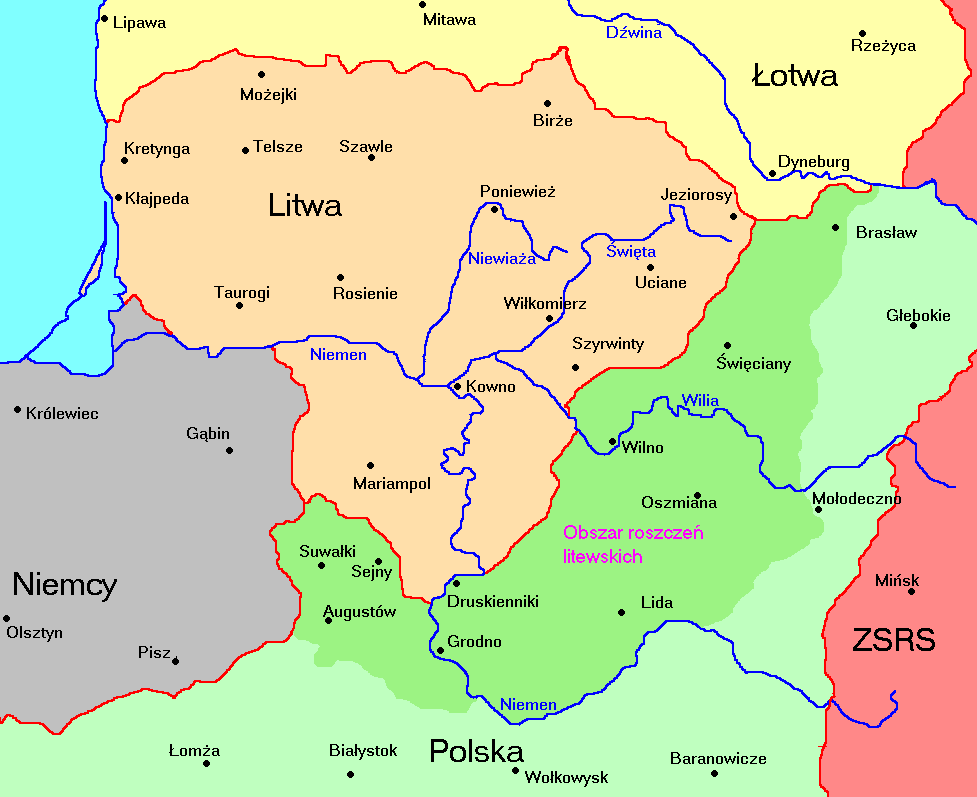
Землі, окуповані Польщею, які за мирним договором відійшли до Литви, позначені зеленим кольором

Договір мав 19 статей. Стаття 1 передбачала, що Росія без застережень визнає незалежність Литви і добровільно відмовляється від будь-яких територіальних претензій. Стаття 2 описувала литовську територію. Радянський Союз визнавав владу Литви над Вільнюською областю, включаючи Браслав, Гродно, Ліду, Постави та Вільнюс . Доля Сувалкайського краю не була визначена договором, оскільки межа проходила лише до села Штабін. Більшовики також обіцяли виплатити військові репарації в розмірі трьох мільйонів карбованців і 107 тис. га лісу. Литва була звільнена від будь-яких боргових зобов'язань.
Договір дозволяв біженцям і військовополоненим повернутися на батьківщину. У Литві тоді було близько 2000 російських полонених, а в Росії близько 150 литовців. Росіяни в Литві могли вибрати або литовське, або російське громадянство. Росія пообіцяла повернути всі культурні та історичні цінності, вивезені під час воєн. Була створена робоча комісія, яка оцінила збитки Литві близько 816 млн. руб., 407 мільйонів рублів за шкоду, завдану території, яка контролювалася Польщею. Окремі угоди будуть укладені пізніше, щоб вирішити захист кордону, конвенції про торгівлю та транзит та інші деталі. 
Договір також містив секретне положення, яке дозволяло радянським військам необмежене пересування в межах визнаної Радянським Союзом території Литви на час військових дій СРСР з Польщею; це положення призвело б до питань щодо нейтралітету Литви в поточній польсько-радянській війні.
Литва повинна була припинити діяльність на своїй території «антирадянських організацій і груп», у тому числі діяльність еміграційних органів Білоруської Народної Республіки.

## Наслідки

### Польсько-литовський конфлікт
Під час узгодження та підписання договору більша частина території, наданої договором Литві, вже контролювалася більшовицькими військами. Коли поляки відступали із Західної Русі, Литва намагалася захистити кордони, окреслені договором. Литовські війська перетнули лінію Фоша 19 липня, прагнучи взяти під контроль території, надані Литві Радянським Союзом, швидко просуваючись, незважаючи на польські протести, і, у деяких випадках, вступаючи в сутички з відступаючими польськими силами.  Це призвело до сутичок на півдні Литви за міста Сейни, Августів і Сувалки.  За словами історика Пьотра Лоссовського, литовці також надавали Радянам матеріально-технічну підтримку. 
14 липня 1920 року більшовицькі війська першими увійшли до Вільнюса, хоча за договором він не передавався литовцям. Радянська влада встановила маріонетковий уряд, колишній Літбел, з наміром розпалювати соціалістичну революцію. Лев Троцький і Михайло Тухачевський готували повалення литовського уряду. Ці плани так і не здійснилися, оскільки Польща перемогла радянські війська в битві під Варшавою між 13 і 25 серпня. 26 серпня, коли польська армія наближалася до південних кордонів Литви, радянські війська остаточно передали Вільнюс під контроль Литви, і Червона армія відступила.
У вересні, коли поляки взяли верх і переслідували радянських військ на схід, радянські війська рухалися через територію, контрольовану Литвою, але польські сили, які намагалися їх переслідувати, були заарештовані та інтерновані. Проголошений нейтралітет Литви був оскаржений Польщею, яка звинуватила Литву в тому, що вона дозволила вільний радянський прохід через свою територію, чого Литва не могла заперечити. Договір не створив офіційного військового союзу між Радами та Литвою, але він зменшив статус Литви як нейтральної держави. Лоссовський писав, що відсутність нейтралітету Литви щодо Польщі була такою, що «польський уряд міг цілком виправдано ставитися до Литви як до країни, яка бере участь у війні з іншого боку, з усіма її політичними та правовими наслідками». Історик Альфред Е. Зенн писав, що «литовці не можуть стверджувати, що були «суворо нейтральними»», і що «литовці не повинні були бути здивовані, коли наприкінці серпня Варшава відмовилася визнати нейтралітет Каунаса».
Наприкінці серпня литовська та польська місії зустрілися в Каунасі для обговорення ситуації. Поки тривали переговори, польські війська повернули Сейни, Августів і Сувалки на півдні. Сувальщина мала велике символічне значення для литовців як місце їхнього руху за незалежність. Литва розгорнула військові дії в цьому районі. Польща також хотіла повернути Вільнюс, який вона була змушена покинути під час радянського наступу в липні. Зіткнення призвели до війни на широкому фронті між Польщею та Литвою у вересні. Втрутилася Ліга Націй, яка сприяла укладенню Сувальської угоди 7 жовтня 1920 року, яка мала набути чинності 10 жовтня. Проте 9 жовтня польський генерал Люціан Желіговський підняв повстання, вторгся в Литву і захопив Вільнюс. Більшість Вільнюського та Сувальського регіонів залишалися під контролем Польщі протягом міжвоєнного періоду, а міжвоєнні польсько-литовські відносини описувалися як «ні війни, ні миру».

### Спадщина
Договір став великим проривом у прагненні Литви до міжнародного визнання. Положення, яке дозволяло повернення литовських біженців і полонених під час Першої світової війни, було вітальною подією. Однак Радянський Союз не виплатив усіх своїх репарацій і ніколи серйозно не розглядав повернення культурно-історичних цінностей. Литовські політики та історики продовжують домагатися повернення цих предметів, але російський уряд стверджує, що вони втрачені[джерело?].
Сучасна білоруська історіографія розглядає договір, особливо передачу територій сучасної Білорусі Литві (передусім Гродно, Щучин, Ліда, Ошмяни, Смаргонь, Постави, Браслав, а також сучасної Вільнюської області з Вільно ) як односторонній акт радянської влади, який не враховувала національні інтереси білоруського народу і була спрямована на безпосередні військово-політичні досягнення.
Деякі історики стверджують, що якби Польща не перемогла в польсько-радянській війні, Литва була б захоплена радянськими військами і ніколи б не пережила двох десятиліть незалежності. Незважаючи на Радянсько-Литовський мирний договір, Литва була дуже близька до захоплення радянськими військами влітку 1920 р. і примусового приєднання до цієї держави, і лише польська перемога зірвала цей план. 